# Dysderina furtiva
Dysderina furtiva är en spindelart som beskrevs av Arthur M. Chickering 1968. Dysderina furtiva ingår i släktet Dysderina och familjen dansspindlar.
Artens utbredningsområde är Jamaica. Inga underarter finns listade i Catalogue of Life.